# زندسترات
زندسترات (به هلندی: Zandstraat) یک منطقهٔ مسکونی در هلند است که در ترنئوزن واقع شده‌است. زندسترات ۳۶۷ نفر جمعیت دارد.